# Володимирський повіт (1566—1795)
Володимирський повіт (пол. powiat włodzimierski) — повіт на північному заході Волинського воєводства, утворений 1566 p. Ділився на староства. Охоплював площу в 4212,00 км². Названий за своїм адміністративним центром Володимиром. Після Гродненського сейму опинився у складі Володимирського воєводства, ставши Володимирською землею. Існував до Третього поділу Речі Посполитої.